# Scriven
Pour les articles homonymes, voir Scriven (homonymie).
Scriven est un village et une paroisse civile du Yorkshire du Nord, en Angleterre.